# Dodge Challenger SRT Hellcat
Der Dodge Challenger SRT Hellcat ist ein Sportcoupé von Dodge, das ab Ende 2014 gebaut und vermarktet wurde. Bei dem Fahrzeug handelt es sich um das Topmodell des zwischen 2008 und 2023 produzierten Dodge Challenger. Es gehört zur Kategorie Muscle Cars und soll den Charakter des ersten Dodge Challenger regenerieren. Der SRT Hellcat war bis zum Erscheinen des Demon Motors das schnellste Muscle Car. Der Basispreis betrug umgerechnet circa 60.000 €.

## Technik und Ausstattung
Der Dodge Challenger SRT Hellcat ist mit einem V8-Hemi-Motor mit Kompressoraufladung ausgestattet. Der Motor hat 6166 cm³ Hubraum, leistet 527 kW (707 SAE-PS bzw. 717 DIN-PS) und 880 Nm bei 4000/min. Das Fahrzeug hat einen Frontmotor und Hinterradantrieb. Serienmäßig ist ein Sechsgang-Schaltgetriebe, wahlweise steht eine Achtstufen-Automatik (8HP90) von ZF zur Verfügung. Die Brembo-Bremsanlage besteht vorne aus zweiteiligen geschlitzten Bremsscheiben mit 15,4 Zoll Durchmesser und Sechskolben-Bremssätteln, hinten sind 14,2 Zoll große Bremsscheiben mit Vierkolben-Bremssättel eingebaut. Die Innenausstattungen werden in verschiedenfarbigen Kunststoff- und Ledervarianten angeboten.
Ab Juli 2017 ergänzte Dodge das Angebot des Challenger SRT Hellcat um eine Widebody genannte Karosserieversion mit breiteren Kotflügelbacken vom Challenger Demon. Für den Viertelmeilensprint braucht der Challenger Widebody gegenüber der normalen Variante 0,3 Sekunden weniger. Die Höchstgeschwindigkeit gibt Dodge mit 314 km/h an.
Zum Modelljahr 2019 entfiel der Demon. Außerdem hat der Hellcat nun 535 kW (717 SAE-PS bzw. 728 DIN-PS). Zudem ist mit dem Hellcat Redeye eine neue Topversion im Handel. Der 6,2-Liter-Ottomotor leistet hier 594 kW (797 SAE-PS bzw. 808 DIN-PS) und hat ein maximales Drehmoment von 959 Nm. Der Redeye ist nur mit einem 8-Stufen-Automatikgetriebe erhältlich.

## Technische Daten
| Kenngrößen                                  | Challenger SRT Hellcat         | Challenger SRT Hellcat         | Challenger SRT Hellcat Redeye  |
| Bauzeitraum                                 | 07/2014–11/2018                | 11/2018–12/2023                | 11/2018–12/2023                |
| Motorkenndaten                              |                                |                                |                                |
| Motor                                       | Chrysler HEMI 6.2 Supercharged | Chrysler HEMI 6.2 Supercharged | Chrysler HEMI 6.2 Supercharged |
| Motortyp                                    | V8-Ottomotor                   | V8-Ottomotor                   | V8-Ottomotor                   |
| Hubraum                                     | 6166 cm³                       | 6166 cm³                       | 6166 cm³                       |
| max. Leistung                               | 527 kW (717 PS) bei 6000/min   | 535 kW (727 PS) bei 6000/min   | 594 kW (808 PS) bei 6300/min   |
| max. Drehmoment                             | 880 Nm bei 4000/min            | 889 Nm bei 4800/min            | 959 Nm bei 4500/min            |
| Kraftübertragung                            |                                |                                |                                |
| Antrieb, serienmäßig                        | Hinterradantrieb               | Hinterradantrieb               | Hinterradantrieb               |
| Getriebe, serienmäßig                       | 6-Gang-Schaltgetriebe          | 6-Gang-Schaltgetriebe          | 8-Stufen-Automatikgetriebe     |
| Getriebe, optional                          | 8-Stufen-Automatikgetriebe     | 8-Stufen-Automatikgetriebe     | —                              |
| Messwerte                                   |                                |                                |                                |
| Höchstgeschwindigkeit                       | 320 km/h                       |                                | 327 km/h                       |
| Beschleunigung, 0–100 km/h                  | 3,6 s                          |                                | 3,5 s                          |
| Kraftstoffverbrauch auf 100 km (kombiniert) | 15,2 l Super                   | 14,7 l Super                   | 13,8 l Super                   |
| CO2-Emission (kombiniert)                   | 370 g/km                       | 392 g/km                       |                                |
| Tankinhalt                                  | 70 Liter                       | 70 Liter                       | 70 Liter                       |